# Lista över kommun- och landstingsstyren i Sverige 2002–2006
Det här är en lista över kommun- och landstingsstyren i Sverige under mandatperioden 2002-2006.
Politiska partier som ensamma eller i koalition utgör den styrande majoriteten i respektive landstingsfullmäktige/regionfullmäktige eller kommunfullmäktige. 
Alfabetisk lista ordnad länsvis.

## Blekinge län
- Blekinge läns landsting: (s)+(v)+(mp)
  - Karlshamn: (s)+(fp)+(kd)
  - Karlskrona: (s)+(v)+(mp)
  - Olofström: (s)+(v)+(mp)
  - Ronneby:
  - Sölvesborg:

## Dalarnas län
- Dalarnas läns landsting: (s)+(v)
  - Avesta:
  - Borlänge:
  - Falun:
  - Gagnef:
  - Hedemora:
  - Leksand:
  - Ludvika:
  - Malung:
  - Mora:
  - Orsa:
  - Rättvik:
  - Smedjebacken:
  - Säter:
  - Vansbro:
  - Älvdalen:

## Gotlands län
- Landsting saknas
  - Gotland: (s)+(v)+(mp)

## Gävleborgs län
- Gävleborgs läns landsting: (s)+(v)+(mp)
  - Bollnäs:
  - Gävle:
  - Hofors:
  - Hudiksvall: (s)+(v)
  - Ljusdal: (s)+(v)+(mp)
  - Nordanstig: (c)+(m)+(kd)
  - Ockelbo:
  - Ovanåker:
  - Sandviken:
  - Söderhamn:

## Hallands län
- Hallands läns landsting: (m)+(fp)+(c)+(kd)+(mp)
  - Falkenberg:
  - Halmstad:
  - Hylte:
  - Kungsbacka:
  - Laholm:
  - Varberg:

## Jämtlands län
- Jämtlands läns landsting: (s)+(v)
  - Berg: (be) (minoritet)
  - Bräcke:   (s)
  - Härjedalen: (s)+(v)
  - Krokom:  (s)+(c)
  - Ragunda: (s)+(c)
  - Strömsund:  (s)+(c)
  - Åre: (s)+(v)+(mp)
  - Östersund: (s)+(v)

## Jönköpings län
- Jönköpings läns landsting: (s)+(c)
  - Aneby:
  - Eksjö:
  - Gislaved:
  - Gnosjö:
  - Habo:
  - Jönköping: (s)+(c)+(v)
  - Mullsjö:
  - Nässjö:
  - Tranås:
  - Vaggeryd:
  - Vetlanda:
  - Värnamo:

## Kalmar län
- Kalmar läns landsting: (kd)+(m)+(c)+(fp)
  - Borgholm:
  - Emmaboda:
  - Hultsfred:
  - Högsby:
  - Kalmar:
  - Mönsterås:
  - Mörbylånga:
  - Nybro:
  - Oskarshamn:
  - Torsås:
  - Vimmerby:
  - Västervik:

## Kronobergs län
- Kronobergs läns landsting: (s)+(c)
  - Alvesta:
  - Lessebo:
  - Ljungby:
  - Markaryd:
  - Tingsryd:
  - Uppvidinge:
  - Växjö:
  - Älmhult:

## Norrbottens län
- Norrbottens läns landsting: (s)+(v)+(mp)
  - Arjeplog: (s)+(c)+(afd)
  - Arvidsjaur: (s)
  - Boden: (ns)+(m)+(v)+(fp)+(mp)+(c)
  - Gällivare:
  - Haparanda: (s)+(c)
  - Jokkmokk:
  - Kalix: (mp)+(c)+(v)+(fp)+(kd)
  - Kiruna: (s)+(m)+(c)+(fp)+(kd+(mp)
  - Luleå:
  - Pajala:
  - Piteå: (s)
  - Älvsbyn:
  - Överkalix: (s)
  - Övertorneå: (s)+(m)+(c)+(ns)+(öa)+(v)

## Skåne län
- Skåne läns landsting: (s)+(v)+(mp)
  - Bjuv: (s)
  - Bromölla: (s)
  - Burlöv: (s)+(v)+(mp)
  - Båstad: (m)+(fp)+(c)
  - Eslöv: (s)+(v)+(mp)
  - Helsingborg: (s)+(v) (minoritet)
  - Hässleholm: (s)+(v)+(c)
  - Höganäs: (m)+(fp)+(c)+(kd)
  - Hörby: (c)+(fp)+(m)+(kd)+(mp)
  - Höör: (m)+(fp)+(c)+(kd)+(spi)
  - Klippan: (m)+(fp)+(c)+(kd)
  - Kristianstad: (s)+(kd)+(mp)
  - Kävlinge: (s)+(v)+(m)
  - Landskrona: (s)+(v) (minoritet)
  - Lomma: (m)+(fp)+(c)+(kd)+(spi)
  - Lund: (s)+(v)+(mp)
  - Malmö: (s)+(v)+(mp)
  - Osby: (s)+(v)
  - Perstorp: (c)+(fp)+(s)
  - Simrishamn: (m)+(fp)+(c)+(kd)+(öp) (minoritet sedan 2005, då (svp)[förtydliga] hoppade av.)
  - Sjöbo: (m)+(fp)+(c)+(kd)+(spi)
  - Skurup: (m)+(fp)+(c)+(kd)+(kv)
  - Staffanstorp: (m)+(fp)+(kd) (minoritet)
  - Svalöv: (s)+(m) (sedan 2004)
  - Svedala: Ingen majoritet, (s) innehar posten som kommunstyrelsens ordförande
  - Tomelilla: (m)+(fp)+(c)+(kd)+(kv)
  - Trelleborg: (s)+(m)
  - Vellinge: (m)
  - Ystad: (s)+(v)+(mp)+(yp)
  - Åstorp: (s)+(fp)+(c)+(kd)
  - Ängelholm: (m)+(fp)+(c)+(kd)+(spi)
  - Örkelljunga: (m)+(c)+(kd)+(spi)
  - Östra Göinge: (s)+(v)

## Stockholms län
- Stockholms läns landsting: (s)+(v)+(mp)
  - Botkyrka:
  - Danderyd: (m)+(kd)
  - Ekerö:
  - Haninge:
  - Huddinge:
  - Järfälla:
  - Lidingö:
  - Nacka: (m)+(fp)+(kd)
  - Norrtälje:
  - Nykvarn: (np) + (m)+(c)
  - Nynäshamn:
  - Salem:
  - Sigtuna: (s)+(v)+(mp)
  - Sollentuna: (m)+(fp)+(c)(+(kd)?)
  - Solna: (m)+(fp)+(kd)
  - Stockholm: (s)+(v)+(mp)
  - Sundbyberg: (s)+(v)+(mp)
  - Södertälje:
  - Tyresö:
  - Täby:
  - Upplands-Bro:
  - Upplands-Väsby: (s)+(v)+(mp)
  - Vallentuna:
  - Vaxholm: (m)+(fp)+(c)+(kd)
  - Värmdö: (s)+(c)+(kd)+(mp)
  - Österåker:

## Södermanlands län
- Södermanlands läns landsting: (m)+(kd)+(c)+(fp)+(mp)+(v)
  - Eskilstuna:
  - Flen:
  - Gnesta:
  - Katrineholm:
  - Nyköping:
  - Oxelösund:
  - Strängnäs:
  - Trosa:
  - Vingåker:

## Uppsala län
- Uppsala läns landsting: (s)+(v)+(mp)
  - Enköping:
  - Håbo:
  - Knivsta:
  - Tierp:
  - Uppsala: (s)+(v)+(mp)
  - Älvkarleby:
  - Östhammar:

## Värmlands län
- Värmlands läns landsting: (SIV)+(m)+(kd)+(c)+(fp)
  - Arvika: (s)
  - Eda: (s)+(v)
  - Filipstad: (s)+(v)
  - Forshaga: (s)
  - Grums: (s)
  - Hagfors: (s)+(c)
  - Hammarö: (s)+(v)
  - Karlstad: (s)+(v)+(mp)
  - Kil: (m)+(c)+(kd)+(fp)+(mp)
  - Kristinehamn: (m)+(c)+(fp)+(kd)
  - Munkfors: (s)
  - Storfors: (s)+(v)
  - Sunne: (m)+(kd)+(c)+(fp)
  - Säffle: (c)+(m)+(kd)+(fp)
  - Torsby: (s)+(v)
  - Årjäng: (c)+(fp)+(m)+(kd)

## Västerbottens län
- Västerbottens läns landsting: (s)+(v)+(mp)
  - Bjurholm:
  - Dorotea: (dkl) + (s)
  - Lycksele:
  - Malå:
  - Nordmaling:
  - Norsjö:
  - Robertsfors:
  - Skellefteå: (s) i minoritet
  - Sorsele:
  - Storuman:
  - Umeå:
  - Vilhelmina:
  - Vindeln:
  - Vännäs:
  - Åsele:

## Västernorrlands län
- Västernorrlands läns landsting: (s)+(v)
  - Härnösand: (s)+(v)+(mp)
  - Kramfors: (s)+(v)
  - Sollefteå: (s)+(v)
  - Sundsvall: (s)+(v)
  - Timrå: (s)
  - Ånge: (s)
  - Örnsköldsvik: (s)

## Västmanlands län
- Västmanlands läns landsting: (s)+(v)
  - Arboga:
  - Fagersta: (v)
  - Hallstahammar:
  - Heby:
  - Kungsör:
  - Köping:
  - Norberg: (v)+(s)
  - Sala:
  - Skinnskatteberg: (s)
  - Surahammar:
  - Västerås:

## Västra Götalands län
- Västra Götalands läns landsting: (s)+(c)+(fp)
  - Ale:
  - Alingsås:
  - Bengtsfors:
  - Bollebygd:
  - Borås:
  - Dals-Ed:
  - Essunga:
  - Falköping:
  - Färgelanda:
  - Grästorp:
  - Gullspång:
  - Göteborg:
  - Götene:
  - Herrljunga:
  - Hjo:
  - Härryda:
  - Karlsborg:
  - Kungälv:
  - Lerum:
  - Lidköping:
  - Lilla Edet:
  - Lysekil:
  - Mariestad:
  - Mark:
  - Mellerud:
  - Munkedal:
  - Mölndal:
  - Orust:
  - Partille:
  - Skara:
  - Skövde:
  - Sotenäs:
  - Stenungsund:
  - Strömstad:
  - Svenljunga:
  - Tanum:
  - Tibro:
  - Tidaholm:
  - Tjörn:
  - Tranemo:
  - Trollhättan:
  - Töreboda:
  - Uddevalla:
  - Ulricehamn:
  - Vara:
  - Vårgårda:
  - Vänersborg:
  - Åmål:
  - Öckerö:

## Örebro län
- Örebro läns landsting: (s)
  - Askersund:
  - Degerfors:
  - Hallsberg: (s)
  - Hällefors:
  - Karlskoga:
  - Kumla:
  - Laxå:
  - Lekeberg:
  - Lindesberg:
  - Ljusnarsberg:
  - Nora:
  - Örebro:

## Östergötlands län
- Östergötlands läns landsting: (s)+(v)+(mp)
  - Boxholm:
  - Finspång:
  - Kinda:
  - Linköping: (s)+(c)
  - Mjölby:
  - Motala:
  - Norrköping:
  - Söderköping:
  - Vadstena:
  - Valdemarsvik:
  - Ydre:
  - Åtvidaberg:
  - Ödeshög: